# Lista de acidentes envolvendo equipes desportivas
Este artigo traz uma lista de acidentes envolvendo equipes desportivas, em qualquer meio de transporte.

## Acidentes aéreos
| Data       | Tragédia                                                                             | Equipe                                           | Desporto                    | Linha aérea                       | Modelo do avião                                | Local                                                                  | Número de vítimas | Membros | Descrição | Ref.              |  |
| ---------- | ------------------------------------------------------------------------------------ | ------------------------------------------------ | --------------------------- | --------------------------------- | ---------------------------------------------- | ---------------------------------------------------------------------- | ----------------- | ------- | --- | ----------------- |  |
| 31/03/1931 |                                                                                      | Universidade de Notre Dame                       | Futebol americano           | Transcontinental & Western Air    | Beechcraft Model 18                            | Bazaar, Kansas, EUA                                                    | 8                 | 1       | Uma das asas do avião se soltou, causando a queda da aeronave e matando os 8 passageiros. Entre os mortos, o treinador Knute Rockne, considerado um dos mais influentes na história do futebol americano universitário. |                   |  |
| 31/03/1933 |                                                                                      | Winnipeg Toilers                                 | Basquetebol                 | Voo privado                       | Ford Tri-Motor                                 | Neodesha, Kansas, EUA                                                  | 6                 | 2       | Caiu em um campo ao tentar um pouso forçado próximo à cidade de Tulsa, no estado de Oklahoma. | [ 1 ]             |  |
| 13/01/1946 |                                                                                      | Equipe de natação do Exército americano          | Natação                     | Forças Armadas dos Estados Unidos | Curtiss C-46 Commando                          | Oceano Pacífico (próximo a Majuro)                                     | 12                | c. 6    | Caiu durante um voo para o Atol Johnston e 17 passageiros nadaram até a costa. 6 deles desapareceram, juntamente com 6 tripulantes. | [ 2 ] [ 3 ] [ 4 ] |  |
| 08/11/1948 |                                                                                      | Seleção Tchecoslovaca de Hóquei no Gelo          | Hóquei no gelo              | Mercure                           | Beechcraft Model 18                            | Dieppe, França                                                         | 8                 | 6       | 6 atletas morreram, entre eles Ladislav Troják, campeão mundial da modalidade em 1947. | [ 5 ] [ 6 ] [ 7 ] |  |
| 04/05/1949 | Tragédia de Superga                                                                  | Torino                                           | Futebol                     | Avio Linee Italiane               | Fiat G212CP                                    | Turim, Itália                                                          | 31                | 23      | O avião em que a equipe de Turim regressava a casa depois de jogar um amistoso em Lisboa despenhou-se sobre o campanário da Basílica de Superga, em Turim, por causa da neblina. Morreram 31 pessoas, incluindo quase toda a equipe, jornalistas e dirigentes do clube. |                   |  |
| 05/01/1950 | Desastre Aéreo de Sverdlovsk                                                         | VVS Moscow                                       | Hóquei no gelo              | Soviet Air Force                  | Lisunov Li-2                                   | Sverdlovsk, URSS                                                       | 19                | 13      | Quase a equipe toda foi vitimada. |                   |  |
| 24/11/1956 |                                                                                      | TJ Baník Chomutov                                | Hóquei no gelo              | Czechoslovak Airlines             | Ilyushin Il-12B                                | Eglisau, Suíça                                                         | 23                | 5       | | [ 8 ]             |  |
| 09/12/1956 | Voo Trans-Canada 810                                                                 | Saskatchewan Roughriders Winnipeg Blue Bombers   | Futebol canadense           | Trans-Canada Air Lines            | Canadair North Star                            | Chilliwack, Canadá                                                     | 62                | 5       | 5 jogadores morreram. |                   |  |
| 06/02/1958 | Desastre aéreo de Munique                                                            | Manchester United                                | Futebol                     | British European Airways          | Airspeed AS-57 Ambassador                      | Munique, Alemanha Ocidental                                            | 23                | 11      | Um avião em que viajava o Manchester United caiu em Munique, na Alemanha, e 23 pessoas morreram. Sete jogadores sobreviveram, entre eles, Bobby Charlton. | [ 9 ]             |  |
| 14/08/1958 | Voo KLM 607-E                                                                        | Equipe de esgrima do Egito                       | Esgrima                     | KLM                               | Lockheed L-1049H-01-06-162 Super Constellation | Litoral da Irlanda                                                     | 99                | 6       | 6 esgrimistas morreram. |                   |  |
| 16/07/1960 | Desastre com a Seleção Olímpica da Dinamarca                                         | Seleção olímpica de futebol da Dinamarca         | Futebol                     | Zone-Redningskorpset              | De Havilland DH-89 Dragon Rapide               | Copenhague, Dinamarca                                                  | 8                 | 8       | Oito jogadores da seleção morreram num acidente na decolagem de um avião no aeroporto de Kastrup, em Copenhague. | [ 10 ]            |  |
| 29/10/1960 | Desastre Aéreo do Cal Poly Mustangs                                                  | Universidade Politécnica Estadual da Califórnia  | Futebol americano           | Arctic Pacific                    | Curtiss C-46F-1-CU Commando                    | Toledo, Ohio, EUA                                                      | 22                | 17      | 16 jogadores morreram. |                   |  |
| 15/02/1961 | Voo Sabena 548                                                                       | Equipe de patinação artística dos EUA            | Patinação artística         | Sabena                            | Boeing 707                                     | Bruxelas, Bélgica                                                      | 73                | 25      | A equipe de patinação artística dos EUA, que viajava à Praga, na República Tcheca, para participar do Campeonato Mundial da modalidade. Todos os 18 integrantes faleceram com a queda do Boeing 707-329 no chão, após falha nos controles de voo. |                   |  |
| 03/04/1961 | Voo LAN Chile 210                                                                    | Green Cross                                      | Futebol                     | LAN Chile                         | Douglas C-47A-35-DL                            | Llico, Chile                                                           | 24                | 8       | Vinte e quatro mortos na queda de um avião nos Andes, a 350 quilômetros a sul de Santiago do Chile, em que viajava a equipe do Green Cross. | [ 11 ]            |  |
| 28/01/1966 | Lufthansa Flight 005                                                                 | Equipe de natação da Itália                      | Natação                     | Lufthansa                         | Convair CV-440                                 | Bremen, Alemanha Ocidental                                             | 46                | 8       | 8 atletas morreram após uma tentativa de pouso malsucedida. | [ 12 ]            |  |
| 26/09/1969 | Tragédia de Viloco                                                                   | The Strongest                                    | Futebol                     | Lloyd Aéreo Boliviano             | Douglas DC-6                                   | Viloco, Bolívia                                                        | 78                | 19      | Durante o retorno da delegação do The Strongest de Santa Cruz de la Sierra, na Bolívia, o Douglas DC-6 do Lloyd Aéreo Boliviano se chocou com uma região montanhosa a 100 quilômetros de La Paz. O avião só foi encontrado no dia seguinte na região de Viloco. Todas as 74 pessoas a bordo morreram. Entre elas, 16 jogadores do clube boliviano e integrantes da comissão técnica.                               | [ 10 ]            |  |
| 15/02/1970 | Voo Dominicana 603                                                                   | Equipe feminina de voleibol de Porto Rico        | Voleibol                    | Dominicana de Aviación            | McDonnell Douglas DC-9                         | Litoral da República Dominicana, próximo ao Las Américas Int'l Airport | 102               | 12      | O técnico da equipe e mais 11 jogadoras morreram. | [ 13 ]            |  |
| 02/10/1970 | Desastre aéreo com a equipe de futebol americano da Universidade Estadual de Wichita | Universidade Estadual de Wichita                 | Futebol americano           | Golden Eagle Aviation             | Martin 4-0-4                                   | Condado de Clear Creek, Colorado, EUA                                  | 31                | 15      | 14 jogadores e o técnico Ben Wilson morreram após o avião cair em uma montanha devido a um erro do piloto. |                   |  |
| 14/11/1970 | Voo Southern Airways 932                                                             | Marshall Thundering Herd                         | Futebol americano           | Southern Airways                  | McDonnell Douglas DC-9                         | Condado de Wayne, Virgínia Ocidental, EUA                              | 75                | 46      | O Douglas DC-9-31, da companhia Southern Airways, operando o voo 932, chocou-se com uma colina nas proximidades do aeroporto de Huntington, matando todos os 75 ocupantes da aeronave. As 75 vítimas do acidente eram compostas por 5 tripulantes, 45 membros do time de futebol americano da Marshall University (conhecidos como Thundering Herd) entre jogadores/estudantes e comissão técnica e 25 torcedores. |                   |  |
| 11/10/1972 | A Tragédia dos Andes                                                                 | Old Christians Club                              | Rugby                       | Uruguayan Air Force               | Fairchild FH-227                               | Chile                                                                  | 29                | 12      | 30 membros de uma equipa de râguebi do Uruguai morrem num acidente no Chile. O acidente virou um documentário (“Vivos”, de Frank Marshall) e obra literária (“Os Sobreviventes – A Tragédia dos Andes”, do inglês Piers Paul Read). |                   |  |
| 13/02/1975 |                                                                                      | Västra Frölunda IF                               | Hóquei no gelo              | Baron Air                         | Cessna 402                                     | Gevália, Suécia                                                        | 0[note]           | 0       | 7 jogadores ficaram feridos. | [ 14 ]            |  |
| 29/11/1975 | Desastre Aéreo da Embassy Hill                                                       | Embassy Hill                                     | Fórmula 1                   | Hillairious Airways               | Piper PA-23                                    | North London, Inglaterra                                               | 6                 | 6       | Após voltarem de um teste em Paul Ricard, o avião pilotado pelo bicampeão de F-1 Graham Hill caiu num campo de golfe na região norte de Londres. Além de Hill, morreram também o piloto Tony Brise, o projetista Andy Smallman e 2 mecânicos. |                   |  |
| 13/12/1977 | Voo Air Indiana 216                                                                  | University of Evansville                         | Basquetebol masculino       | Charter                           | DC-3                                           | Evansville, Indiana, EUA                                               | 29                | 19      | |                   |  |
| 11/08/1979 | Colisão aérea de Dniprodzerzhynsk                                                    | Pakhtakor Tashkent                               | Futebol                     | Aeroflot                          | Tupolev Tu-134                                 | Dniprodzerzhynsk (atual Kamianske), URSS                               | 178               | 17      | O avião Tupolev Tu-134 da Aeroflot levava a equipe do Pakhtakor Tashkent, do Uzbequistão, para Minsk, onde enfrentaria o Dinamo Minsk. Enquanto sobrevoava a Ucrânia, a aeronave chocou-se com outro Tupolev Tu-134. Todas as 178 pessoas a bordo dos dois aviões morreram, incluindo 14 jogadores e três membros da comissão técnica.                                                                             | [ 10 ]            |  |
| 14/03/1980 | Voo LOT Polish Airlines 007                                                          | Equipe de boxe amador dos EUA                    | Boxe                        | LOT Polish Airlines               | Ilyushin Il-62                                 | Varsóvia, Polônia                                                      | 87                | 14      | 14 pessoas morreram. |                   |  |
| 08/12/1987 | Desastre do Alianza Lima                                                             | Alianza Lima                                     | Futebol                     | Peruvian Navy                     | Fokker F27                                     | Lima, Peru                                                             | 43                | 23      | Todos os jogadores e comissão técnica do Alianza morreram, bem como oito líderes de torcida, o árbitro Miguel Piña e dois oficiais da Marinha. Apenas o piloto sobreviveu ao desastre. |                   |  |
| 07/06/1989 | Voo Surinam Airways 764                                                              | Colourful 11                                     | Futebol                     | Surinam Airways                   | Douglas DC-8                                   | Paramaribo, Suriname                                                   | 175               | 16      | Um erro de cálculo do piloto fez com que o avião se chocasse contra duas árvores, já próximo do aeroporto, resultando na queda do DC-8. Todos os nove tripulantes morreram, assim como 167 dos 178 passageiros e 16 membros da delegação do Kleurrijk Elftal. | [ 15 ]            |  |
| 27/04/1993 | Tragédia do Gabão                                                                    | Seleção da Zâmbia                                | Futebol                     | Zambian Air Force                 | De Havilland Canada DHC-5 Buffalo              | Litoral do Gabão                                                       | 30                | 22      | Um avião da Força Aérea da Zâmbia que se dirigia ao Senegal caiu no mar pouco depois de uma escala técnica em Libreville, no Gabão. No acidente morreram os 30 ocupantes, incluindo 18 jogadores e os técnicos da seleção de futebol da Zâmbia que iam a bordo. |                   |  |
| 27/01/2001 |                                                                                      | Oklahoma State Cowboys                           | Basquetebol masculino       | Charter flight                    | Beechcraft Super King Air                      | Strasburg, Colorado, EUA                                               | 10                | 8       | | [ 16 ]            |  |
| 24/10/2004 | Desastre aéreo com a Hendrick Motorsports                                            | Hendrick Motorsports                             | NASCAR                      | Charter flight                    | Beechcraft Super King Air                      | Martinsville, Virgínia, EUA                                            | 10                | 3       | Todos os passageiros que estavam a bordo morreram, entre eles o fundador da equipe, John Hendrick, o engenheiro Randy Dorton e o ex-piloto Ricky Hendrick. |                   |  |
| 30/03/2008 |                                                                                      | Apex Motorsports                                 | Corrida de carros esporte   | Charter flight                    | Cessna Citation 501                            | Farnborough, Inglaterra                                                | 5                 | 2       | |                   |  |
| 15/07/2009 |                                                                                      | Equipe juvenil de judô do Irã                    | Judô                        | Caspian Airlines                  | Tupolev Tu-154                                 | Gasvim, Irão                                                           | 168               | 10      | Todos os passageiros morreram, incluindo 8 atletas e 2 treinadores. | [ 17 ]            |  |
| 07/09/2011 | Desastre aéreo com o Lokomotiv Yaroslavl                                             | Lokomotiv Yaroslavl                              | Hóquei no gelo              | Yak-Service                       | Yakovlev Yak-42                                | Yaroslavl, Rússia                                                      | 44                | 37      | Choque com uma antena provoca a queda do avião onde seguia a equipa de hóquei no gelo do Lokomotiv Yaroslavl. Todos os jogadores morreram. |                   |  |
| 17/11/2011 |                                                                                      | Oklahoma State University                        | Basquetebol feminino        | Charter flight                    | Piper PA-28 Cherokee                           | Perryville, Arkansas, EUA                                              | 4                 | 2       | | [ 18 ]            |  |
| 28/11/2016 | Tragédia com o Voo 2933 da LaMia                                                     | Chapecoense                                      | Futebol                     | LaMia Bolivia, CA Charter Flight  | Avro RJ85 (BAe 146)                            | La Unión, Colômbia                                                     | 71                | 43      | Grande parte da equipe do time brasileiro da Chapecoense estava a caminho de Medellín, onde disputaria a primeira partida da Final da Copa Sul-Americana de 2016, contra o Atlético Nacional. Dos 77 passageiros, apenas 6 sobreviveram à tragédia, sendo 3 jogadores da equipe. Ninguém da comissão técnica ou diretoria sobreviveu.                                                                              | [ 19 ]            |  |
| 24/01/2021 | Tragédia em Luzimangues                                                              | Palmas                                           | Futebol                     |                                   | Beechcraft Baron                               | Distrito de Luzimangues, em Porto Nacional, Tocantins                  | 6                 | 6       | A equipe iria para Goiânia enfrentar a equipe do Vila Nova pela segunda fase da Copa Verde de Futebol. A equipe saiu na manhã do dia 24 de janeiro de Palmas e o avião da equipe tomou voo, mas na cidade vizinha de Porto Nacional o avião caiu, ainda não foi alegado o que realmente aconteceu para a queda do avião. No avião estava o presidente do time, 4 jogadores e o piloto.                             | [ 20 ]            |  |
| 29/01/2025 | Voo American Eagle 5342                                                              | Equipe de patinação artística dos Estados Unidos | Patinação artística no gelo | American Eagle                    | Bombardier CRJ701ER                            | Washington, D.C., EUA                                                  | 67                | 15      | A equipe de patinação artística no gelo dos EUA retornava de um evento quando o avião colidiu com um helicóptero do Exército durante um pouso e as aeronaves caíram no rio Potomac, matando 11 atletas, seus pais e 4 treinadores de patinação. | [ 21 ]            |  |

## Acidentes envolvendo outros modos de transportes
| Data       | Equipe                      | Esporte           | Transporte | Local                 | Número de vítimas | Descrição | Ref.   |
| ---------- | --------------------------- | ----------------- | ---------- | --------------------- | ----------------- | --- | ------ |
| 31/10/1903 | Purdue University           | Futebol americano | Trem       | Indiana, EUA          | 17                | 14 membros da equipe morreram. |        |
| 22/01/1927 | Baylor University           | Basquetebol       | Ônibus     | Texas, EUA            | 10                | Os mortos eram todos membros da equipe. |        |
| 09/03/1930 | Fluminense                  | Futebol           | Trem       | Rio de Janeiro        | 1                 | O Fluminense retornava de um amistoso, onde esteve em disputa o Troféu Cidade de Theresopolis. Na volta ao Rio de Janeiro, a composição se desgovernou e matou o zagueiro Jorge Tavares Py.                                                   |        |
| 05/07/1953 | Juan Aurich                 | Futebol           | Ônibus     | Trujillo              | 24                | O Juan Aurich retornava de um amistoso contra o Sport Rambler (venceu por 3 a 2), quando o ônibus que levava o time foi atingido por um trem após invadir a linha férrea. Das 24 pessoas que morreram, 12 eram jogadores do Ciclón del Norte. |        |
| 30/12/1986 | Swift Current Broncos       | Hóquei no gelo    | Ônibus     | Saskatchewan, Canadá  | 4                 | Os mortos eram todos membros da equipe. |        |
| 20/01/1989 | Samsunspor                  | Futebol           | Ônibus     | Samsun, Turquia       | 5                 | Três jogadores morreram, bem como o técnico Nuri Asan. |        |
| 02/03/2007 | Bluffton Beavers            | Beisebol          | Ônibus     | Geórgia, EUA          | 7                 | Cinco membros da equipe morreram, mais os dois motoristas do ônibus. |        |
| 12/01/2008 | Bathurst Phantoms           | Basquetebol       | Ônibus     | New Brunswick, Canadá | 8                 | Seis membros da equipe morreram. |        |
| 15/01/2009 | Brasil de Pelotas           | Futebol           | Ônibus     | Canguçu, RS, Brasil   | 3                 | Morreram dois jogadores e um membro da comissão técnica. | [ 22 ] |
| 25/02/2014 | Carleton Ultimate Team      | Ultimate          | Carro      | Minnesota, EUA        | 3                 | Outros dois membros da equipe ficaram gravemente feridos. | [ 23 ] |
| 26/09/2014 | North Central Texas College | Softball          | Ônibus     | Oklahoma, EUA         | 4                 | Os mortos eram todos membros da equipe. |        |
| 06/04/2018 | Humboldt Broncos            | Hóquei no gelo    | Ônibus     | Saskatchewan, Canadá  | 14                | 13 atletas morreram no acidente, além do motorista do ônibus. | [ 24 ] |
| 19/10/2024 | Remar Para O Futuro         | Remo              | Van        | Guaratuba, Brasil     | 9                 | 7 atletas adolescentes morreram no acidente, além do treinador e do motorista da van. |        |